# Estación Graciarena
Graciarena era una estación ferroviaria ubicada en el partido de Salliqueló, Provincia de Buenos Aires, Argentina.

## Ubicación
La Estación se encuentra a 555 km de la Ciudad Autónoma de Buenos Aires.

## Servicios
No presta servicios de pasajeros ni de pasajeros. Sus vías se encuentran sin uso y en estado de abandono.